# Edwin E. Sheridan
Edwin E. Sheridan est un astronome amateur américain.
Le Centre des planètes mineures le crédite de la découverte de trente-et-un astéroïdes, effectuée entre 1998 et 2009.
| (19524) Acaciacoleman | 23 décembre 1998 |
| (51655) Susannemond   | 1er mai 2001     |
| (98825) Maryellen     | 27 décembre 2000 |
| (169078) Chuckshaw    | 23 avril 2001    |